# Stefan Kotlewski
Stefan Józef Kotlewski (ur. 30 grudnia 1955 w Toruniu) – polski polityk, samorządowiec, od 2007 do 2010 wicemarszałek województwa mazowieckiego.

## Życiorys
Ukończył studia na Wydziale Administracji Publicznej Szkoły Wyższej im. Pawła Włodkowica w Płocku. Pracował w przedsiębiorstwach przemysłowych w Bydgoszczy i Płocku, a w latach 1996–2001 w płockim urzędzie miasta. Pełnił też funkcje dyrektora i prokurenta w spółce akcyjnej ENERGA-Nieruchomości.
W wyborach samorządowych w 2006, 2010 i 2014 z listy Platformy Obywatelskiej uzyskiwał mandat radnego sejmiku mazowieckiego w okręgu wyborczym płocko-ciechanowskim. W 2018 nie zdobył ponownie mandatu.
W listopadzie 2007 został powołany na urząd wicemarszałka województwa po rezygnacji Jacka Kozłowskiego, mianowanego wojewodą mazowieckim. Pełnił tę funkcję do lipca 2010. W latach 2011–2023 kierował Przedsiębiorstwem Gospodarowania Odpadami w Płocku.